# Keiichi Kitagawa
Keiichi Kitagawa (Japans: 北川圭一, Kitagawa Keiichi) (Kioto, 24 maart 1967) is een Japans voormalig motorcoureur.

## Carrière
Kitagawa begon zijn motorsportcarrière in 1986. In 1991 debuteerde hij in de TT-F1-klasse van het All Japan Road Race Championship op een Kawasaki, waarin hij in 1992 tweede werd en in 1993 de titel behaalde. In 1994 werd deze klasse vervangen door een superbike-klasse, waarin hij derde werd. In 1995 eindigde hij als zevende, voordat hij de overstap maakte naar een Suzuki en hierop vierde werd in 1996. In 1997 werd hij zevende in de klasse, terwijl hij in 1998 tweede werd. Dat jaar werd hij ook kampioen in de S-NK-klasse van het kampioenschap. In 1999 werd hij derde met een zege op het Tsukuba Circuit, en in 2000 werd hij achtste in de eindstand. Ook behaalde hij dat jaar zijn enige podiumfinish in de 8 uur van Suzuka, toen hij samen met Akira Ryo tweede werd in de race. In 2001 werd hij achtste in het Japans kampioenschap superbike en won hij opnieuw de titel in de S-NK-klasse. In 2002 nam hij buiten mededinging deel aan het kampioenschp, aangezien hij testcoureur van Suzuki was. In 2003 reed hij weer in de hoofdklasse en won hij vijf races, waardoor hij zijn tweede kampioenschap won. In 2004 reed hij zijn laatste seizoen in de klasse, die hij als tiende afsloot.
Kitagawa is buiten Japan bekend om zijn deelnames aan het wereldkampioenschap superbike en het wereldkampioenschap wegrace. In het WK superbike reed hij tussen 1991 en 2000 ieder jaar in de races op het Sportsland SUGO als wildcardcoureur. Tot 1995 reed hij hierin op een Kawasaki, terwijl hij vanaf 1996 op een Suzuki reed. In 1992 behaalde hij zijn eerste punten en in 1993 behaalde hij twee podiumfinishes. In zowel 1994 als 1995 reed hij ook in de races op de Hockenheimring Baden-Württemberg, maar behaalde hierin niet zijn beste resultaten. Wel eindigde hij in 1994 opnieuw op het podium op Sugo. In 1998 wist hij de eerste race van het weekend te winnen. Dat jaar nam hij ook deel aan zijn enige race in de 500 cc-klasse van het WK wegrace in Japan, maar wist hierin de finish niet te halen. In 1999 behaalde hij een laatste podiumfinish in het WK superbike.
In 2004 maakte Kitagawa de overstap naar de langeafstandsracerij en debuteerde hij in het FIM Endurance World Championship (EWC) voor Suzuki. Al in zijn eerste seizoen won hij de 24 uur van Le Mans Moto en de Bol d'Or, samen met Vincent Philippe en Matthieu Lagrive. In 2005 won hij opnieuw de Bol d'Or en behaalde hij nog vier zeges in het EWC, waardoor hij kampioen werd in de klasse. Hij was de enige coureur in zijn team die alle races had gereden, dus hij werd de enige kampioen bij de coureurs. In 2006 won hij voor de derde keer op een rij de Bol d'Or en wist hij met succes zijn EWC-titel te verdedigen, die hij dit keer wel deelde met Philippe en Lagrive. Aan het eind van het jaar maakte hij bekend te stoppen als motorcoureur.